# Північний Борнео на Олімпійських іграх
Північний Борнео брав участь в Олімпійських іграх один раз — на літніх Олімпійських іграх 1956 року. Країну представляли два спортсмени-легкоатлети, які не завоювали жодної медалі. У 1963 році Північний Борнео увійшов до складу Малайзії.